# NGC 4876
NGC 4876 је елиптична галаксија у сазвежђу Береникина коса која се налази на NGC листи објеката дубоког неба.
Деклинација објекта је + 27° 54' 44" а ректасцензија 12h 59m 44,6s. Привидна величина (магнитуда) објекта NGC 4876 износи 14,4 а фотографска магнитуда 15,4. Налази се на удаљености од 94,383 милиона парсека од Сунца. NGC 4876 је још познат и под ознакама MCG 5-31-73, CGCG 160-234, ARAK 398, DRCG 27-124, PGC 44658.